# ウラジーミル・アウセム

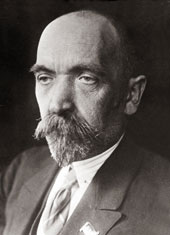
ウラジーミル・アウセム

ウラジーミル・フリスチアノヴィチ・アウセム（ロシア語: Влади́мир Христиа́нович А́уссем、ウクライナ語: Володи́мир Христия́нович Ауссе́м；1879年 – 1937年）は、ウクライナ、ソ連の革命家、赤軍諜報機関（GRUの前身）の指導者。

## 経歴
オリョールの教師の家庭に生まれ、幼年学校で教育を受けた。在学時、青年社会主義運動に参加した。1899年から、ハリコフ技術大学で学ぶ。1901年、革命運動に参加して逮捕され、オリョール警察の監視下に置かれた。同年、ドイツ国に亡命。1904年、ドイツ、ブラウンシュヴァイクの工業大学を卒業。帰国後、ポドリ県に在住し、社会民主細胞を指導した。1906年から、警察の追及を逃れてチェルニゴフ県に潜伏。義勇兵として、第一次世界大戦に従軍。
二月革命後、キエフで働き、兵士代議員会議議員、義勇隊員に選出。1917年7月、ボリシェヴィキの扇動のためポルタワに移動し、同年12月まで会議副議長を務めた。1917年末、革命委員会委員、ウクライナ人民政府閣僚。1918年2月、ドイツ軍のウクライナ侵攻時、前線に立ち、赤衛隊部隊を指揮。同年夏から秋にかけて、ウクライナ中央革命委員会員となり、レジスタンス運動とハリコフ方面軍集団、第2ウクライナ軍を指揮。1919年7月から、第8軍革命軍事会議議員となり、マモントフ及びシュクロと戦った。
1919年12月、ロシア革命軍事会議野戦本部登録局（軍諜報部）の仕事に移り、同局の補佐官、副局長となる。1920年、赤軍野戦本部登録局長。同年6月、南西戦線革命軍事会議議員ヨシフ・スターリンの行動に不満を持ち辞表を提出。1920年～1921年、国民経済会議に移り、化学産業に従事。1921年から1925年まで、駐ベルリン・ウクライナ全権代表となり、相互承認条約に署名。後に、駐ウィーン・ソ連全権代表。1926年まで、ウクライナ国民経済会議議長。1926年から1927年まで、駐トルコ通商代表。1927年、敵対的活動のため、全連邦共産党（ボリシェヴィキ党）から除籍。1929年から追放状態となり、シベリアで働く。1937年、タイガの中に去り、行方不明となった。